# Пајн ајланд риџ (Флорида)
Пајн ајланд риџ (енгл. Pine Island Ridge) је градска четврт Дејвија и бивше пописом одређено насељено место у америчкој савезној држави Флорида.

## Демографија
По попису из 2000. године број становника је 5.199.
| Група             | 2000.         | 2010.    |
| Белци             | 4.479 (86,2%) | 0 (0,0%) |
| Афроамериканци    | 63 (1,2%)     | 0 (0,0%) |
| Азијати           | 78 (1,5%)     | 0 (0,0%) |
| Хиспаноамериканци | 537 (10,3%)   | 0 (0,0%) |
| Укупно            | 5.199         | 0        |